# آرثر توماس
آرثر توماس (بالإنجليزية: Arthur Thomas)‏ (1 يناير 1938 ليفربول المملكة المتحدة - 8 نوفمبر 2007 سيدني أستراليا) هو لاعب كرة قدم أيرلندي شمالي سابق كان يلعب كلاعب وسط.

## روابط خارجية
- آرثر توماس على موقع قاعدة بيانات كرة القدم.إي يو (الإنجليزية)
- آرثر توماس على موقع عالم كرة القدم.نت (الإنجليزية)